# Parque Internacional La Amistad
O Parque Nacional La Amistad é um parque internacional da paz na Costa Rica e no Panamá. A maior parte da área do parque está em Costa Rica. O Parque foi estabelecido em 6 de Setembro de 1988, criado pelos governos de Costa Rica e do Panamá para unir as Reservas da Cordilheira de Talamanca-La Amistad e o Parque Nacional La Amistad. A área total do parque é de 1992 km² e está coberta de florestas da chuva.